# Liste der Kardinalskreierungen Sixtus’ IV.
Papst Sixtus IV. (1471–1484) kreierte 34 Kardinäle in acht Konsistorien.

## 16. Dezember 1471
- Pietro Riario O.F.M. Conv.
- Giuliano della Rovere, später Julius II. (1503–1513)

## 7. Mai 1473
- Philippe de Lévis
- Stefano Nardini
- Ausias Despuig
- Pedro González de Mendoza
- Giacopo Antonio Venier
- Giovanni Battista Cibò, später Innozenz VIII. (1484–1492)
- Giovanni Arcimboldo
- Philibert Hugonet

## 18. Dezember 1476
- Jorge da Costa
- Charles de Bourbon
- Pedro Ferris
- Giovanni Battista Mellini
- Pierre von Foix der Jüngere

## 10. Dezember 1477
- Cristoforo della Rovere
- Girolamo Basso della Rovere
- Georg Hessler
- Gabriele Rangone O.F.M. Obs.
- Pietro Foscari
- Giovanni d’Aragona
- Raffaele Sansone Riario

## 10. Februar 1478
- Domenico della Rovere

## 15. Mai 1480
- Paolo Fregoso
- Cosma Orsini OSB
- Ferry de Clugny
- Giovanni Battista Savelli
- Giovanni Colonna

## 15. November 1483
- Giovanni Conti
- Hélie de Bourdeilles O.F.M. Obs.
- Juan Margarit i Pau
- Giovanni Giacomo Schiaffinati
- Giovanni Battista Orsini

## 17. März 1484
- Ascanio Maria Sforza